# Gordon Allport

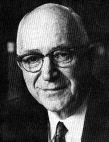
Gordon Allport

Gordon Willard Allport (* 11. November 1897 in Montezuma, Indiana, USA; † 9. Oktober 1967 in Cambridge, Massachusetts, USA) war ein US-amerikanischer Psychologe und Begründer der Allport-Skala.
Allport war von 1933 bis 1966 Professor für Sozialpsychologie an der Harvard University.
Er gilt als Mitbegründer der humanistischen Psychologie und des Begriffs der funktionellen Autonomie mit Betonung der Unabhängigkeit des Motivsystems der Persönlichkeit von den zugrunde liegenden Primärantrieben, die er im Gegensatz zum Behaviorismus vertrat.

## Leben
Allport wuchs als jüngster von vier Brüdern auf in Glenville bei Cleveland, Ohio. Sein Vater John Edward Allport war Landarzt, seine Mutter Nellie Edith, geborene Wise. Als Gordon Allport sechs Jahre alt war – seine Familie war bereits viele Male umgezogen – ließen sie sich schließlich in Ohio nieder. Seine frühe schulische Ausbildung erhielt er an der öffentlichen Schule von Cleveland (public schools of Cleveland) in Ohio.
Einer seiner älteren Brüder war Floyd Henry Allport, der in Harvard Psychologie studierte, während Gordon dort zwischen 1915 und 1919 Wirtschaftswissenschaften studierte. Anschließend unterrichtete er für ein Jahr Englisch und Soziologie am Robert College in Konstantinopel. 1920 begegnete er in Wien Sigmund Freud.
Zurück in Harvard studierte er zwei Jahre Psychologie und erwarb 1922 den Ph. D. mit einer Arbeit über Persönlichkeitseigenschaften. Seine erste wissenschaftliche Arbeit, Personality Traits – Their Classification and Measurement, erschien im Jahr 1921. Er erhielt ein Stipendium für einen zweijährigen Studienaufenthalt in Europa, den er in Hamburg, Berlin und Cambridge verbrachte. Einer seiner Professoren in Hamburg war William Stern. 1924 kehrte er zurück nach Harvard, wo er zunächst als Dozent für Sozialethik tätig war. Von 1926 bis 1930 war er Assistenzprofessor für Psychologie am Dartmouth College, bevor er wieder nach Harvard wechselte.
1933 wurde Allport in die American Academy of Arts and Sciences gewählt.

## Arbeitsgebiete
- Persönlichkeitspsychologie („Gestalt und Wachstum der Persönlichkeit“): Big Five (Psychologie)
- Vorurteilsforschung („Die Natur des Vorurteils“); Begründer der Allport-Skala; Begründer der Kontakthypothese[4]
- Synthese der Kontexte Behaviorismus und geisteswissenschaftliche, verstehende Psychologie
- Werturteile in der Religionspsychologie: Zusammenarbeit von Psychologie und Religion zur „Verbesserung“ des Charakters; funktionale und dysfunktionale Religion

### Vorurteilsforschung
Mit seinem Werk The Nature of Prejudice schuf er die Basis für die Erforschung von Vorurteilen. In dem Werk führte er anti-afroamerikanische, antisemitische, anti-katholische und sexistische Ressentiments als Beispiele für Vorurteile auf. Allport hat in dem Werk viele weitere, später allgemein akzeptierte Theorien und Modelle entworfen. Eine davon ist z. B. die Common Ingroup Identity Theory, eine Theorie zur Reduktion von Vorurteilen. The Nature of Prejudice ist eines der am meisten gelesenen Bücher in der Geschichte der Sozialpsychologie, und wurde in viele Sprachen übersetzt. Wissenschaftliche Datenbanken zeigen, dass es bis zum Jahr 2012 mindestens 15.000 mal zitiert wurde.

### Persönlichkeitspsychologie
Zusammen mit William Stern gehörte Allport zu den Gründungsvätern des Fachbereichs Persönlichkeitspsychologie. Als Vertreter des idiografischen Ansatzes forderte er von der Persönlichkeitspsychologie, dass sie sich primär mit der Einzigartigkeit einer Person und deren individuumsspezifischer Struktur und Dynamik zu befassen habe. Als geeignete Analyseeinheit schlug er die „persönliche Disposition“ vor, unter der er Eigenschaften verstand, die allein für ein spezifisches Individuum zutreffen und dadurch seine Einzigartigkeit charakterisieren. Für Allport ist Persönlichkeit keine Fiktion und kein imaginäres Konzept, sondern eine reale Einheit. Er unterschied zwischen kontinuierlichen und diskontinuierlichen Persönlichkeitstheorien. Er selber neigte eher einer diskontinuierlichen Persönlichkeitstheorie zu. Allports Definition von Persönlichkeit lautete:
„Personality is the dynamic organization within the individual of those psychophysical systems that determine his characteristic behavior and thought.“
Allport stellte eine Hierarchie der Persönlichkeitsmerkmale (personal traits) auf. Persönlichkeitsmerkmale einer Person, die
ihr Verhalten in den meisten Situationen bestimmen, nennt er cardinal traits. Darunter sind die central traits angesiedelt, die das Verhalten der Person in vielen Situationen determinieren. Die darunter angesiedelten secondary traits bestimmen manchmal und in eher peripheren Bereichen, wie z. B. bei persönlichen Vorlieben für eine bestimmte Mode oder Musik, das Verhalten der Person.

### Religionspsychologie
Mit der Religious Orientation Scale hat Allport zusammen mit J. M. Ross im Jahr 1967 eine Skala zur Bewertung der religiösen Orientierung von Menschen geschaffen. Dabei werden eine intrinsische und eine extrinsische religiöse Orientierung unabhängig voneinander erfasst.

## Schriften (Auswahl)
- Treibjagd auf Sündenböcke. (ABC's of scapegoating). Hrsg. und bearb. von Knud Knudsen. 4. erw. Auflage. Christian, Bad Nauheim 1968.
- Persönlichkeit. Struktur, Entwicklung und Erfassung der menschlichen Eigenart. Klett, Stuttgart 1949.
- Werden der Persönlichkeit. Gedanken und Grundlegung einer Psychologie der Persönlichkeit. Kindler, München 1974, ISBN 3-463-18127-4.
- Gestalt und Wachstum in der Persönlichkeit. Anton Hain, Meisenheim 1970.
- Carl F. Graumann (Hrsg.): Die Natur des Vorurteils. (Studienbibliothek). Übersetzt von Hanna Graumann. Kiepenheuer & Witsch, Köln 1971, ISBN 3-462-00826-9.